# الحزب المستقل للموزمبيق
الحزب المستقل للموزمبيق هو حزب سياسي في موزمبيق. تأسس الحزب في عام 1992. رئيس الحزب هو يعقوب سيبند.
في الانتخابات الرئاسية لعام 2004، حصل مرشح الحزب، يعقوب سيبند، على 28656 صوت (0.91%). في الانتخابات البرلمانية لعام 2004 حصل الحزب على 17960 صوت (0.59%). لكن الحزب أخفق في الفوز بأي مقعد في البرلمان.